# Kazimierz Szeliski
Kazimierz Szeliski (březen 1807 – 19. května 1885 Velykyj Chodačkiv nebo Vídeň) byl rakouský politik polské národnosti z Haliče, v 60. letech 19. století poslanec rakouské Říšské rady.

## Biografie
Byl šlechtického původu. Zúčastnil se polského listopadového povstání. Byl tehdy podporučíkem v pluku Poznaňské jízdy.
V 60. letech se s obnovou ústavního systému vlády zapojil do vysoké politiky. V zemských volbách roku 1861 byl zvolen na Haličský zemský sněm, kde zastupoval kurii velkostatkářskou. Do zemského sněmu se ještě vrátil v listopadu 1873, kdy uspěl v doplňovacích volbách.
Působil také coby poslanec Říšské rady (celostátního parlamentu Rakouského císařství), kam ho delegoval Haličský zemský sněm roku 1861 (Říšská rada tehdy ještě byla volena nepřímo, coby sbor delegátů zemských sněmů). 11. května 1861 složil slib. V době svého parlamentního působení se uvádí jako rytíř Kasimir von Szeliski, statkář v obci Kozova.
Zemřel v květnu 1885.